# Crypto
Crypto (Digital Fortress) è il primo romanzo thriller dello scrittore Dan Brown, scritto nel 1998 e pubblicato in Italia il 27 giugno 2006.

## Trama
La brillante mente matematica Susan Fletcher, responsabile della divisione di crittologia della National Security Agency, viene convocata con urgenza da Strathmore, il comandante del settore. Collocato in una sala di massima sicurezza, un sofisticatissimo strumento informatico denominato TRANSLTR, che si occupa di decodificare qualunque testo cifrato in brevissimo tempo tramite attacchi a forza bruta, è alle prese con un messaggio criptato tramite un algoritmo ricorsivo, che non riesce a forzare. Sono molto poche le persone che sanno dell'esistenza di questa macchina, creata allo scopo di contrastare le minacce di terroristi, e che controlla il contenuto dei messaggi di posta elettronica che circolano su Internet. Il misterioso ed inviolabile codice con cui è alle prese ha ben presto un nome: Fortezza Digitale. È stato creato dal giapponese Ensei Tankado, ex matematico della NSA, portatore di handicap sin dalla nascita a causa del disastro atomico di Hiroshima, e strenuo sostenitore della privacy dei cittadini minacciata da TRANSLTR. Da qui la sua decisione di intralciare l'operato della NSA e la minaccia di permettere a chiunque di scaricare Fortezza Digitale (che quindi consentirebbe di inviare messaggi criptati non decodificabili da TRANSLTR), da Internet, con la conseguenza di consentire a criminali e a terroristi di agire indisturbati. Nel corso degli eventi si scoprirà che il file è un virus (si tratta di un worm) creato apposta per mandare in tilt TRANSLTR e distruggere la Banca Dati dell'NSA, rendendo quindi disponibile a tutti gli utenti i piani segreti degli Stati Uniti.
Sarà quindi un'estenuante corsa contro il tempo di Susan e della sua squadra, mentre il suo fidanzato David Becker sarà in Spagna sulle tracce di un misterioso anello, pedinato da Hulohot, un sicario sordo dalla nascita.
Le vicende sono ambientate nel 1996, infatti quando viene presentato Ensei Tankado, si dice che egli è nato "diciannove anni dopo" lo sgancio delle bombe atomiche su Hiroshima e Nagasaki, ossia nel 1964; più tardi, viene detto che è morto a trentadue anni.

## Personaggi principali
- Susan Fletcher: Capo del dipartimento di crittologia del National Security Agency (NSA)
- David Becker: Fidanzato di Susan, professore universitario esperto di linguistica. Usa le parole "senza cera" per dire sinceramente; la stessa espressione e relativa spiegazione viene usata di nuovo da Dan Brown nel romanzo Il simbolo perduto pubblicato undici anni dopo.
- Comandante Trevor Strathmore: Vicedirettore dell'NSA e capo di Crypto
- Ensei Tankado: Ex-crittologo giapponese dell'NSA, creatore di Fortezza Digitale e potente nemico dell'NSA. Sua madre venne irradiata dopo lo scoppio delle bombe di Hiroshima e Nagasaki, dandolo alla luce con una deformità alle mani (ha tre dita per mano). A causa del tragico episodio, odia l'America, salvo poi infiltrarsi nell'NSA per migliorare le proprie capacità di programmatore.
- NDAKOTA: È l'aiutante di Tankado. Di primo acchito viene chiamato "North Dakota"; nel corso della storia si scoprirà essere Tankado stesso, in quanto è il suo anagramma.
- Greg Hale: Crittografo dell'NSA, ex membro del Corpo dei Marines. Sembrerà esserci lui dietro "North Dakota", in quanto la decifrazione dell'anagramma avverrà dopo la sua morte.
- Leland Fontaine: Direttore dell'NSA. Per buona parte del tempo verrà solo accennato di lui e della sua posizione nell'agenzia, perché in Sudamerica.
- Midge Milken: Analista della sicurezza interna dell'NSA
- Hulohot: Esperto assassino portoghese che lavora in Europa, cercherà di eliminare chiunque abbia saputo dell'anello di Tankado. Nato sordo, viene assoldato in gran segreto da Trevor Strathmore per compiere la succitata missione, salvo poi essere ucciso da Becker.

- Chad Brinkerhoff: Responsabile dell'ufficio del direttore
- Phil Chartrukian: un tecnico al servizio dei crittologi, membro del Sys-Sec, laboratorio adibito alla protezione di TRANSLTR dai virus. Verrà buttato sulle alette di raffreddamento del supercomputer da Strathmore mentre tentava di spegnere il computer, morendo carbonizzato.
- Tokugen Numataka: Uomo d'affari giapponese. È il padre naturale di Ensei Tankado, abbandonato alla nascita a causa delle sue malformazioni per difendere l'onore. È il proprietario della Numantech Corporation.

- Jabba: Esperto nella sicurezza dei computer e creatore di Gauntlet, il sistema che protegge Crypto dai virus, responsabile della sicurezza dell'NSA.

## Messaggio cifrato finale
Alla fine del romanzo in lingua inglese appare una serie di numeri, che sembra essere un codice segreto:
128-10-93-85-10-128-98-112-6-6-25-126-39-1-68-78.
Può essere decifrato prendendo la lettera iniziale dei corrispondenti capitoli, ottenendo così:
WECGEWHYAAIORTNU.
Per decifrare questa serie di lettere bisogna utilizzare il metodo dei "quadrati di Cesare", descritto nel romanzo (in realtà il vero e proprio cifrario di Cesare si basava su un meccanismo diverso). Per risolverlo bisogna disporre il testo in quattro righe di quattro lettere:
WECG - EWHY - AAIO - RTNU.
Leggendolo dall'alto verso il basso si ottiene:
WEAREWATCHINGYOU.
Aggiungendo gli spazi si ottiene:
 We are watching you («Noi ti stiamo osservando»).
Questo è un esplicito riferimento al sistema di sorveglianza dell'NSA.
La stessa cosa succede con l'edizione in lingua francese: il codice segreto è 113-19-5-28-5-53-66-113-76-19-128-10-92-15-19-128 e la parola che si ottiene è VEOROTBVUESESSES a cui aggiungendo gli spazi si arriva a Vous êtes observés.

## Edizioni
- Dan Brown, Crypto, traduzione di Paola Frezza Pavese, collana Omnibus, Arnoldo Mondadori Editore, 2006,  p. 427, ISBN 88-04-55987-X.